# ヨーロッパ研究大学連盟
ヨーロッパ研究大学連盟（ヨーロッパけんきゅうだいがくれんめい、英語: League of European Research Universities、略称：LERU）は、ヨーロッパの大学連盟のひとつ。学術研究分野において質・量ともに優れていることが加盟の条件である。
2002年に12の大学により発足した。2024年現在の加盟大学数は24校。本部はベルギーのルーヴェン。

## 加盟大学
2024年現在の加盟大学は、以下の通り。
 アイルランド
- ダブリン大学トリニティ・カレッジ（ダブリン）

 イギリス
- ケンブリッジ大学（ケンブリッジ）
- エディンバラ大学（エディンバラ）
- インペリアル・カレッジ・ロンドン（ロンドン）
- ユニヴァーシティ・カレッジ・ロンドン（ロンドン）
- オックスフォード大学（オックスフォード）

 イタリア
- ミラノ大学（ミラノ）

 オランダ
- アムステルダム大学（アムステルダム）
- ライデン大学（ライデン）
- ユトレヒト大学（ユトレヒト）

 スイス
- ジュネーヴ大学（ジュネーヴ）
- チューリッヒ大学（チューリッヒ）
- スイス連邦工科大学チューリッヒ校（チューリッヒ）

 スウェーデン
- ルンド大学（ルンド）

 スペイン
- バルセロナ大学（バルセロナ）

 デンマーク
- コペンハーゲン大学

 ドイツ
- アルベルト・ルートヴィヒ大学フライブルク（フライブルク）
- ルプレヒト・カール大学ハイデルベルク（ハイデルベルク）
- ルートヴィヒ・マクシミリアン大学ミュンヘン（ミュンヘン）

 フィンランド
- ヘルシンキ大学（ヘルシンキ）

 フランス
- ソルボンヌ大学（パリ）
- パリ＝サクレー大学（パリ）
- ストラスブール大学（ストラスブール）

 ベルギー
- ルーヴェン・カトリック大学（ルーヴェン）